# Pirate Rock
Pirate Rock är en radiostation i Göteborgsområdet som spelar rockmusik. Stationen har sitt säte i Kungälv och startade sina sändningar 1 januari 2013. Inledningsvis sände radiostationen på ett närradiotillstånd i Kungälvs kommun, men 2017 tillkom ytterligare en närradiofrekvens i Mölndals kommun, med bättre täckning i centrala Göteborg. 2019 inledde stationen ett samarbete med Nordic Entertainment Group kring reklamförsäljning och distribution via deras plattform I Like Radio. 2021 utökades sändningsområdet ytterligare när stationen tog över Radio Primes frekvenser i norra Bohuslän, men Radio Prime började åter sända på frekvenserna 2022.
Radiostationen startades av Antonina Kobylinski Kihlgren, Stefan Kobylinski och Jimmy Geft. Antonina har tidigare varit programledare på Mix Megapol i Göteborg och Bandit Rock.

## Evenemang och inslag
Pirate Rock har under åren anordnat ett flertal evenemang där bland annat band som Hide the Knives, Corroded, Lillasyster, Demotional, Outshine och Twin har spelat. Under 2015 var Pirate Rock fest på Brewhouse i Göteborg.
Bland de återkommande programmen på kanalen finns Sexmorgon, ett program med tema sexualitet som sänds varje fredagsmorgon sedan 2017. Programmet samproduceras med en sexbutik i Göteborg, vilka ofta bidrar med programledare.